# Guinder
El guinder, també conegut com a cirerer amarg o bord, cirerer de guilla o guineu, cirerer de moixó o gatzerí (Prunus cerasus) és un arbre de la família de les rosàcies i subgènere Cerasus, originari del sud-oest d'Àsia. És conreat rarament com a arbre fruiter a la península Ibèrica, però és més comú a altres indrets del continent com a l'Europa de l'est i central. Es creu que el guinder, que és al·lotetraploide, és un híbrid natural per contacte de dues espècies coexistents, el cirerer (Prunus avium) i el cirerer de Mongòlia (Prunus fruticosa). Aquest híbrid es mantingué de forma estable en el seu hàbitat natural i s'expandí arreu d'Europa i Amèrica gràcies als humans.

## Descripció
És un petit arbre caducifoli, normalment cultivat i empeltat sobre altres espècies de Prunus. És molt semblant al cirerer, però de mida més petita (2 a 8 m d'alt), de capçada més arrodonida i ampla. La seva escorça és marró porpra i irregular. Les branques són més o menys pèndules i els branquillons glabres. Les fulles són alternes, acuminades, de forma el·líptica o ovalada, glabres, subcoriàcies, lluents per l'anvers i de marge dentat. Les fulles del guinder es diferencien de la del cirerer comú per la mida més petita, color més fosc i perquè gairebé mai no presenta glàndules en el pecíol. Un altre tret diferencial és la mida dels borrons foliars, sensiblement més petits (4–6 mm que els del cirerer, 6–8 mm). Les flors, d'1,7 a 2,5 cm de diàmetre i blanques, apareixen d'abril a maig just abans de la sortida de les fulles i s'agrupen en inflorescències de base foliosa que contenen de 3 a 5 flors. El fruit del guinder és la guinda, una drupa esfèrica, de color roig a grana, molt semblant a la cirera però de mida més grossa i d'un gust més àcid i s'utilitza més en preparacions culinàries. El conreu del guinder té una antiga tradició a la Gran Bretanya i els colonitzadors de l'Amèrica del Nord l'hi van estendre a partir del segle xvii.

## Usos
La guinda, és molt semblant a la cirera però de gust més àcid o amarg. S'ha utilitzat des de l'antiguitat per a fer melmelades, condimentar aliments o produir sucs i licors. Se'n pot fer vi per maceració, o licor si aquest es destii·la. El Marrasquino, una apreciada beguda de la Dalmàcia, és un destil·lat preparat a base de guindes i altres fruits. A Portugal en fan un licor anomenat Ginjinha o simplement Ginja. Actualment, els principals productors de guindes són els països de l'Europa de l'est, l'Àsia occidental i els Estats Units d'Amèrica.
| Pos. | País         | Milers de tones | Pos. | País        | Milers de tones |
| ---- | ------------ | --------------- | ---- | ----------- | --------------- |
| 1    | Rússia       | 232,20          | 7    | Iran        | 109,71          |
| 2    | Ucraïna      | 218,70          | 8    | Hongria     | 82,97           |
| 3    | Polònia      | 200,63          | 9    | Uzbekistan  | 56,67           |
| 4    | Turquia      | 184,17          | 10   | Azerbaidjan | 38,85           |
| 5    | Estats Units | 135,31          | 11   | Belarús     | 37,62           |
| 6    | Sèrbia       | 128,02          | 12   | Albània     | 18,37           |

## Galeria d'imatges

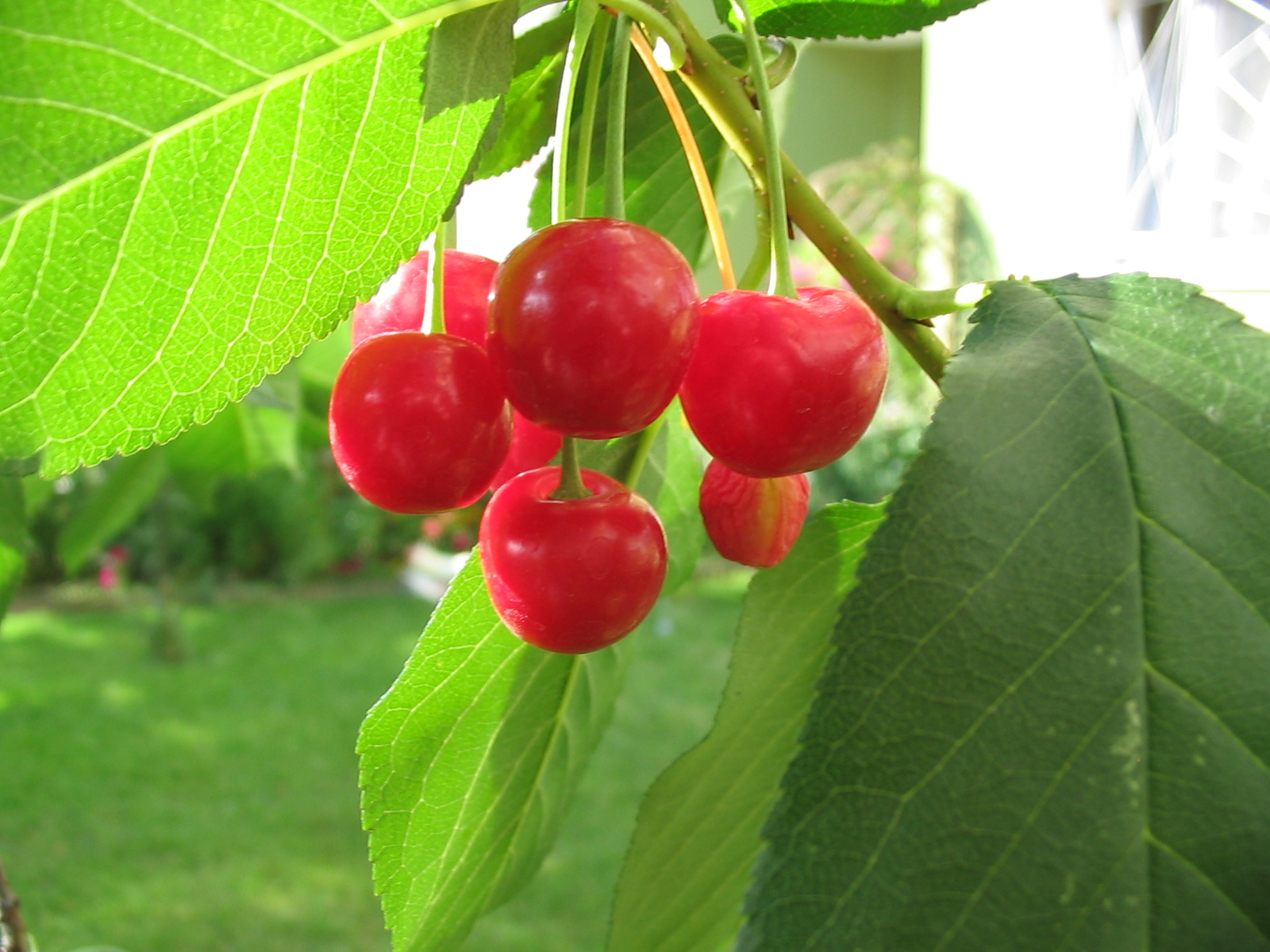
Fulles i fruits
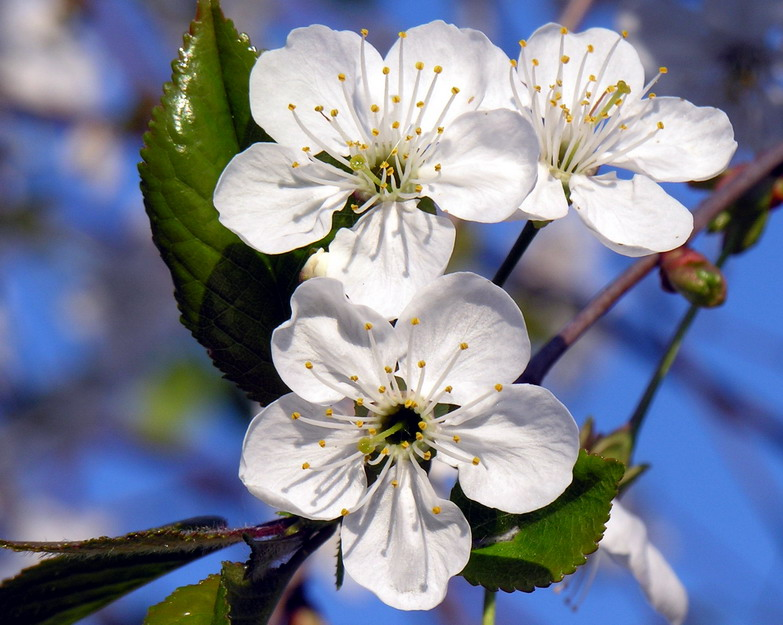
Flors
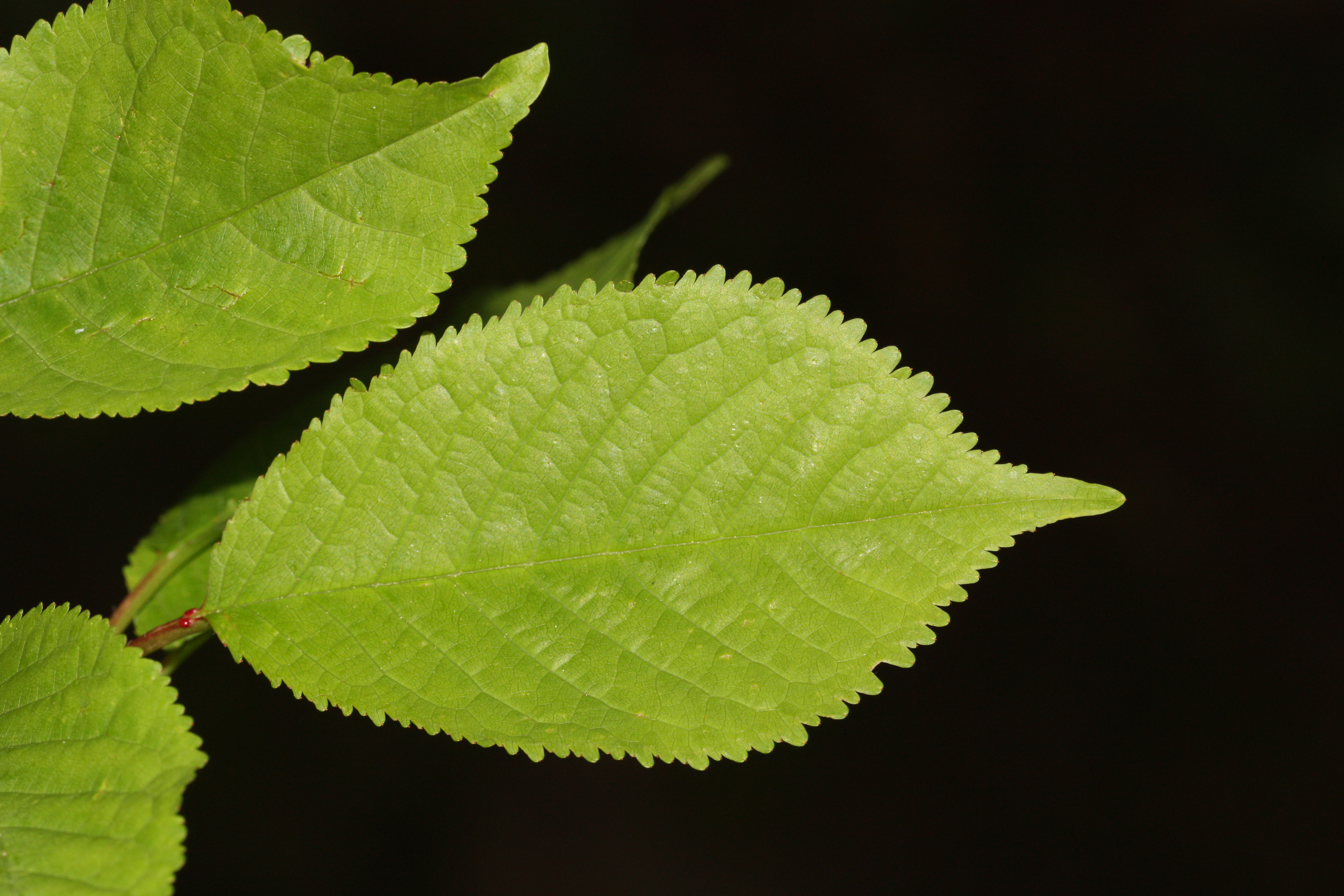
Detall de la fulla
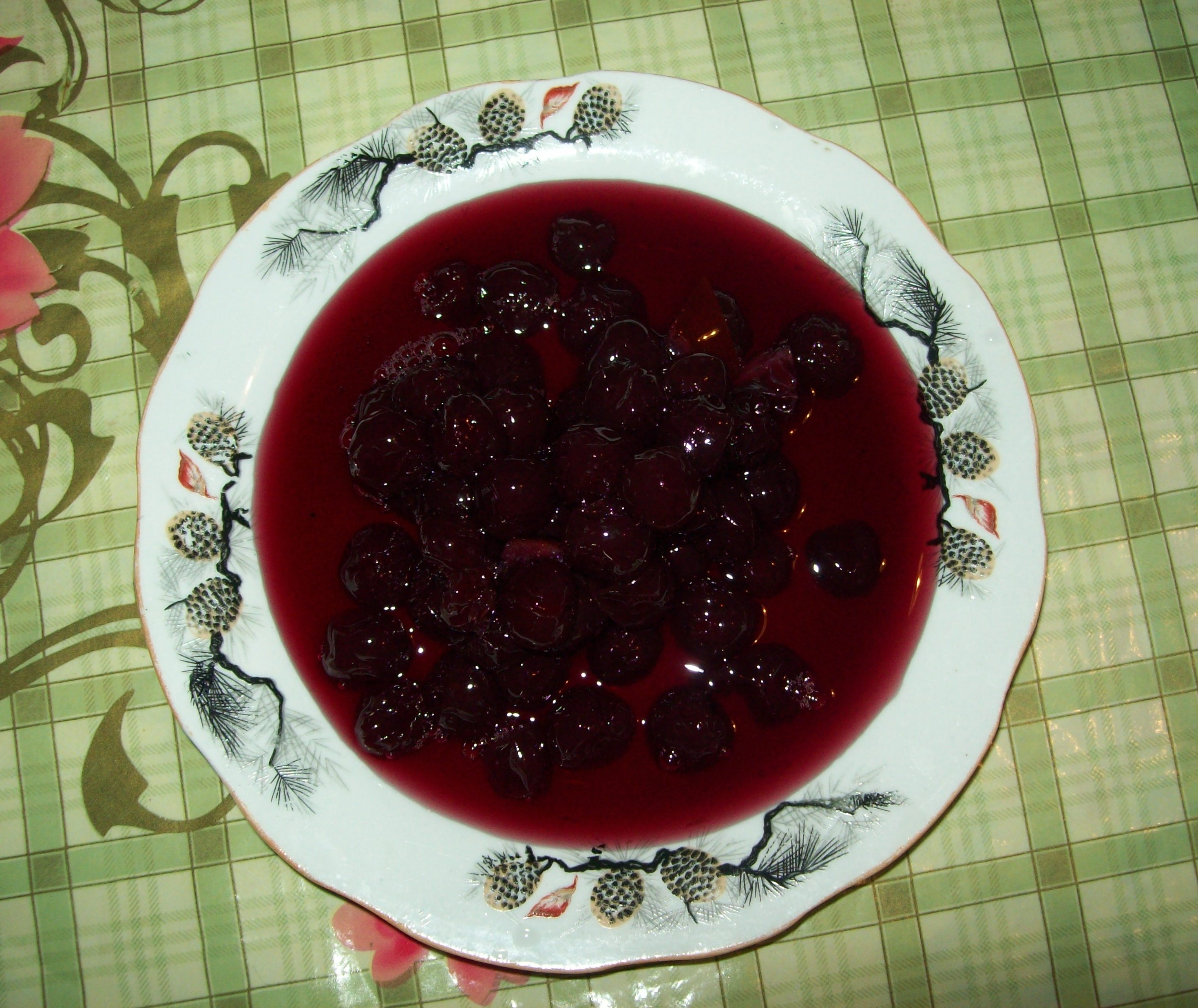
Fruita confitada
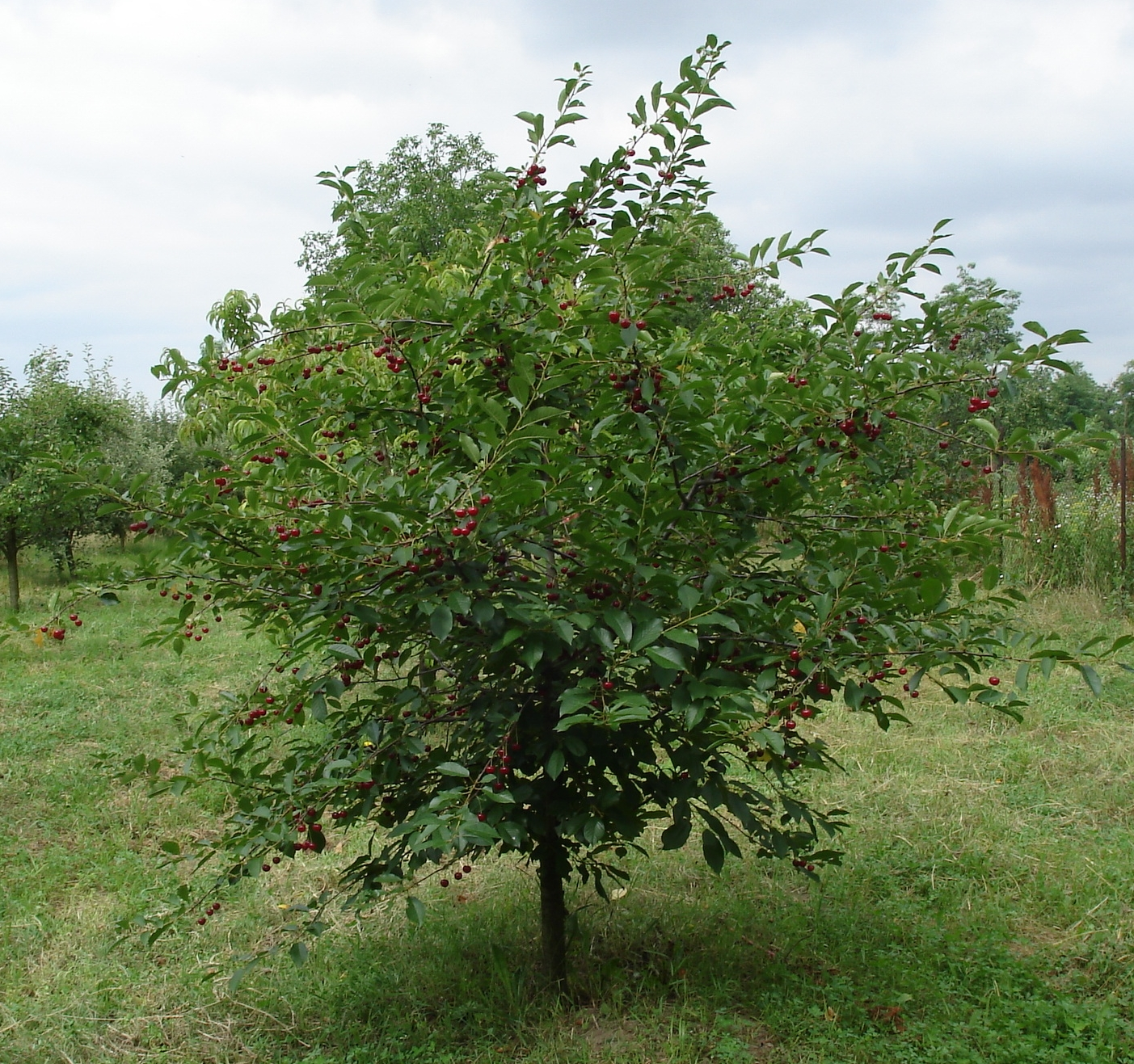